# Dystonie avec parkinsonisme liée à l'X
La dystonie avec parkinsonisme liée à l'X est une maladie génétique survenant vers 39 ans chez un homme vivant ou ayant des ancêtres des îles Panay des Philippines. La maladie se caractérise par une dystonie de gravité variable et un syndrome parkinsonien.
L'évolution de la maladie est très variable commençant souvent par le syndrome parkinsonien puis la dystonie devient le problème majeur au cours de la progression de la maladie ; le syndrome parkinsonien comprend des tremblements, des mouvements lents, une rigidité posturale et des troubles de la marche ; la dystonie atteint surtout les mâchoires, le cou, le tronc et les yeux et moins habituellement les membres, la langue, le pharynx et le larynx. La dystonie de la mâchoire est assez caractéristique.
Les malades atteints seulement de syndrome parkinsonien ont rarement des troubles mettant en jeu le pronostic vital ; ceux qui ont les deux manifestations de la maladie ont une espérance de vie réduite.

## Sources
- (en) Virgilio Gerald H Evidente, X-Linked Dystonia-Parkinsonism In GeneTests: Medical Genetics Information Resource (database online). Copyright, University of Washington, Seattle. 1993-2005